# Dasyornithidae
Dasyornithidae é uma família de pássaros da ordem Passeriformes. É endêmica das áreas costais e subcostais do sudeste e sudoeste da Austrália. Contém apenas um gênero, Dasyornis e três espécies. Sibley e Monroe (1990, 1993) consideraram-na como sendo uma subfamília da Pardalotidae.

## Espécies
- Dasyornis brachypterus (Latham, 1801)
- Dasyornis broadbenti (McCoy, 1867)
- Dasyornis longirostris Gould, 1841